# Lijst van personen geboren in Willemstad (Curaçao)
Deze lijst van personen betreft bekende personen die in Willemstad zijn geboren.

## Geboren in Willemstad

### Voor 1900
- Manuel Carlos Piar (1774-1817), opperbevelhebber van het Venezolaanse leger
- Rebecca Cohen Fernandez (1864–1936), sociaal en cultureel activist

### 1900-1919
- George Maduro (1916-1945), militair en verzetsstrijder
- Oda Blinder (1918-1969), dichteres

### 1920-1929
- Tip Marugg (1923-2006), schrijver en dichter
- Julian Coco (1924-2013), contrabassist en gitarist
- Ergilio Hato (1926-2003), doelman
- Luigi Pinedo (1926-2007), kunstschilder
- Elis Juliana (1927-2013), dichter, schrijver, beeldend kunstenaar en archeoloog

### 1930-1939
- Alberto Badaracco (1930-1999), architect en trompettist
- Moises Bicentini (1931-2007), voetballer
- Wilson Godett (1932-1995), vakbondsleider
- Henk Visser (1932-2015), atleet
- Aletta Beaujon (1933-2001), schrijfster en psychologe
- Pedro Koolman (1933), voetballer
- Fred van der Zwan (1935-2018), waterpoloër
- Stanley Brown (1938-2022), politiek activist
- Nel Simon (1938-2022), beeldend kunstenaar
- Eugènie Herlaar (1939-2024), nieuwslezeres
- Dinah Veeris (1939-2024), kruidengeneeskundige

### 1940-1949

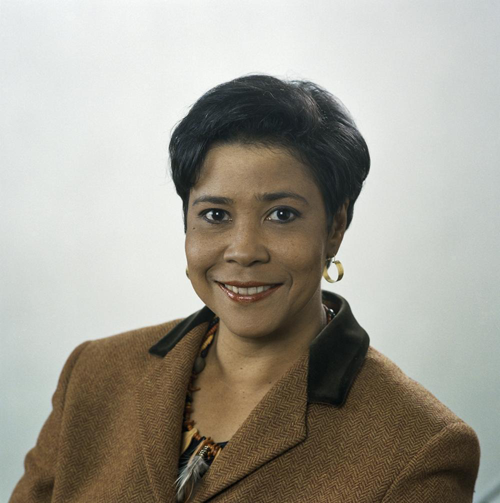
Redactrice en nieuwslezeres Noraly Beyer (1946)

- Robby Müller (1940-2018), cameraman
- Maarten Ellis (1941-2015), rechtsgeleerde en Staatsraad van het koninkrijk
- Maria Liberia-Peters (1941), premier
- Noraly Beyer (1946), presentator/redacteur NOS Journaal
- Yubi Kirindongo (1946), beeldend kunstenaar
- Chicho Jesurun (1947-2006), honkballer, honkbalcoach en sportjournalist
- Guillermo Marchena (1947-1994), drummer en zanger
- Hubert Fermina (1948-2022), verpleegkundige, bestuurder en politicus
- Lia Willems-Martina (1949-2021), politica

### 1950-1959

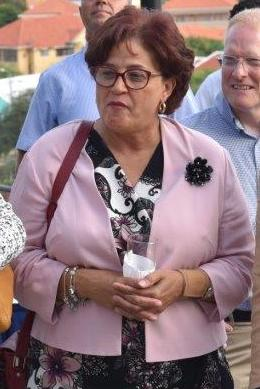
Politica Suzanne Römer (1959)

- Theu Boermans (1950), Nederlands schrijver, regisseur en acteur
- Miriam Piña (1951), beeldend kunstenaar
- Jennifer Smit (1951), kunsthistoricus
- Herman Snijders (1953-2021), Surinaams componist, dirigent en trombonist
- Anton Vrede (1953), kunstenaar
- Ange Jessurun (1954), docent en schrijver
- Enith Brigitha (1955), zwemster, olympisch medaillewinnaar
- Glenn Helberg (1955), psychiater en activist
- Wanda Reisel (1955), schrijfster
- Perla Thissen (1955), actrice
- Cynthia Ortega-Martijn (1956), ambtenaar, adviseur en politica
- Tom Kok (1957), topfunctionaris, bestuurder en voormalig politicus
- Paulette Smit (1957), actrice
- Ben Vermeulen (1957), juridisch wetenschapper
- Maria Peters (1958), filmregisseur en producente
- Ferry de Goey (1959-2018), bedrijfshistoricus
- Dimphi Hombergen (1959), beeldend kunstenares
- Suzanne Römer (1959), politica en tweevoudig premier

### 1960-1969

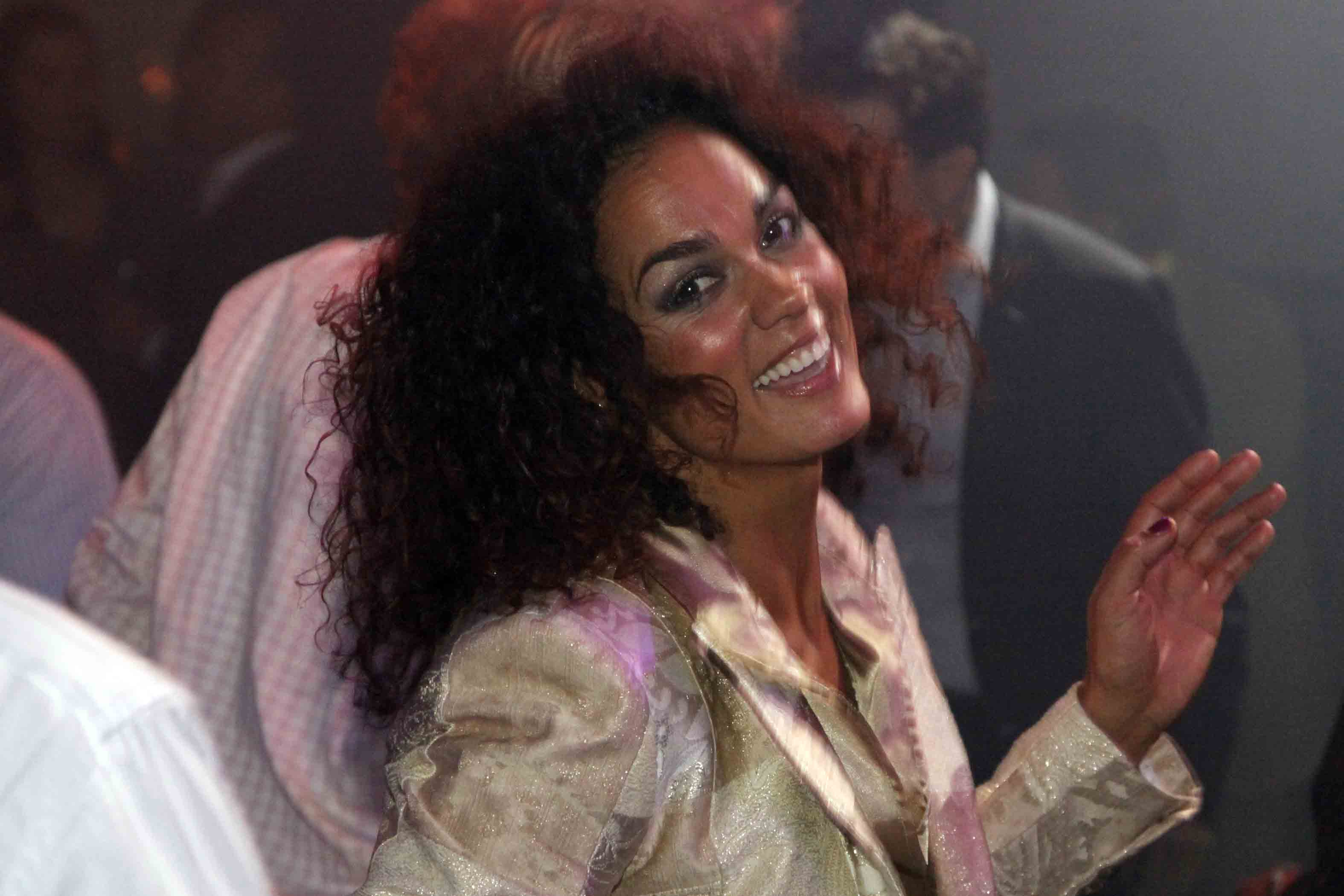
Chimène van Oosterhout (1964)

- Gilbert Isabella (1961), politicus
- Jacky Jakoba (1961-2022), honkballer
- John Leerdam (1961), politicus
- Sixto Rovina (1961-1989), voetballer
- Olga Zoutendijk (1961), bankier
- Judsel Baranco (1963-2006), honkballer
- Marlon Fluonia (1964), honkballer en honkbalcoach
- Chimène van Oosterhout (1964), presentatrice en actrice
- Birgit Donker (1965), oud-hoofdredacteur van NRC Handelsblad
- Hensley Meulens (1967), honkballer
- Orlando Stewart (1968), honkballer

### 1970-1979

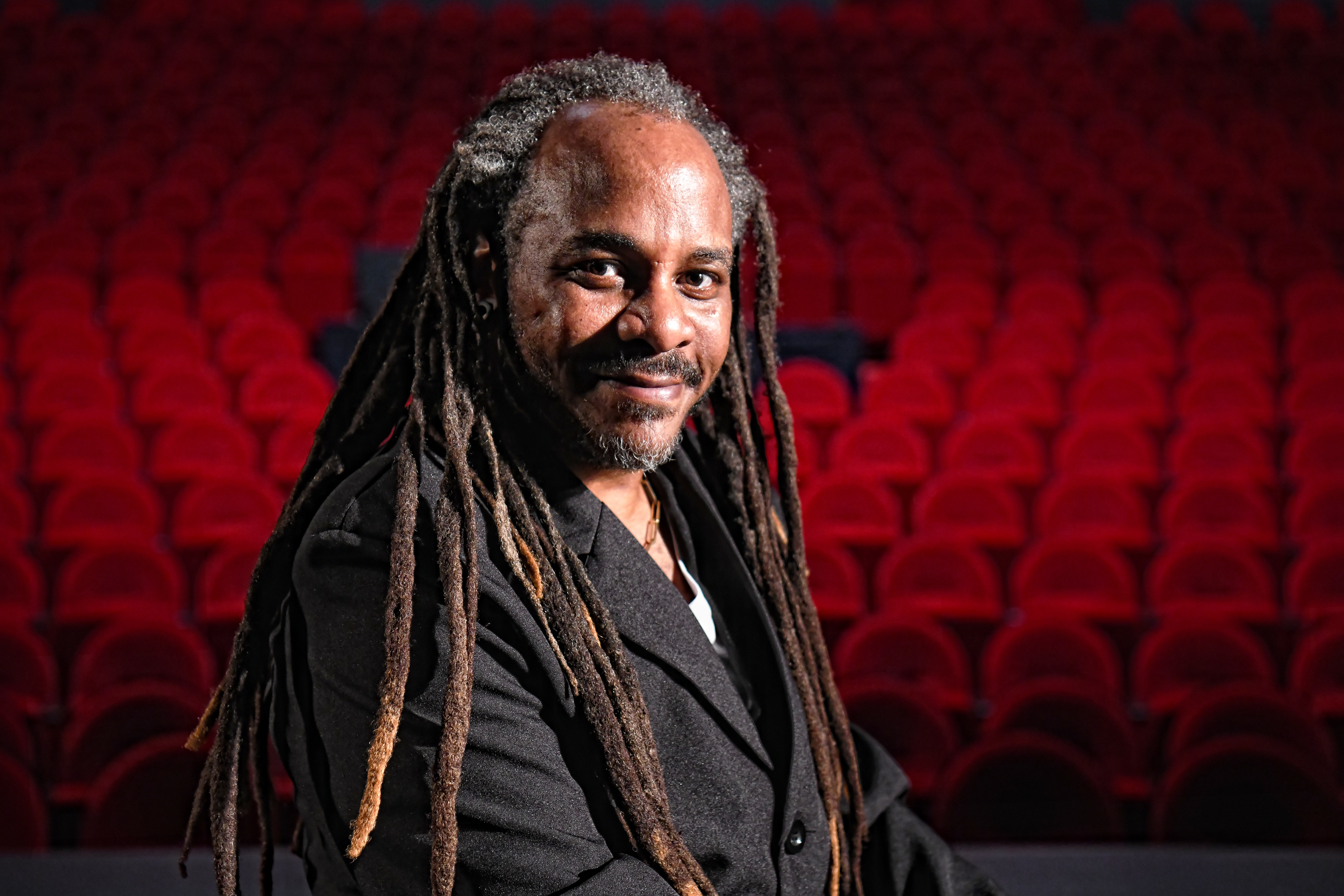
Cabaretier Marlon Kicken (1973)

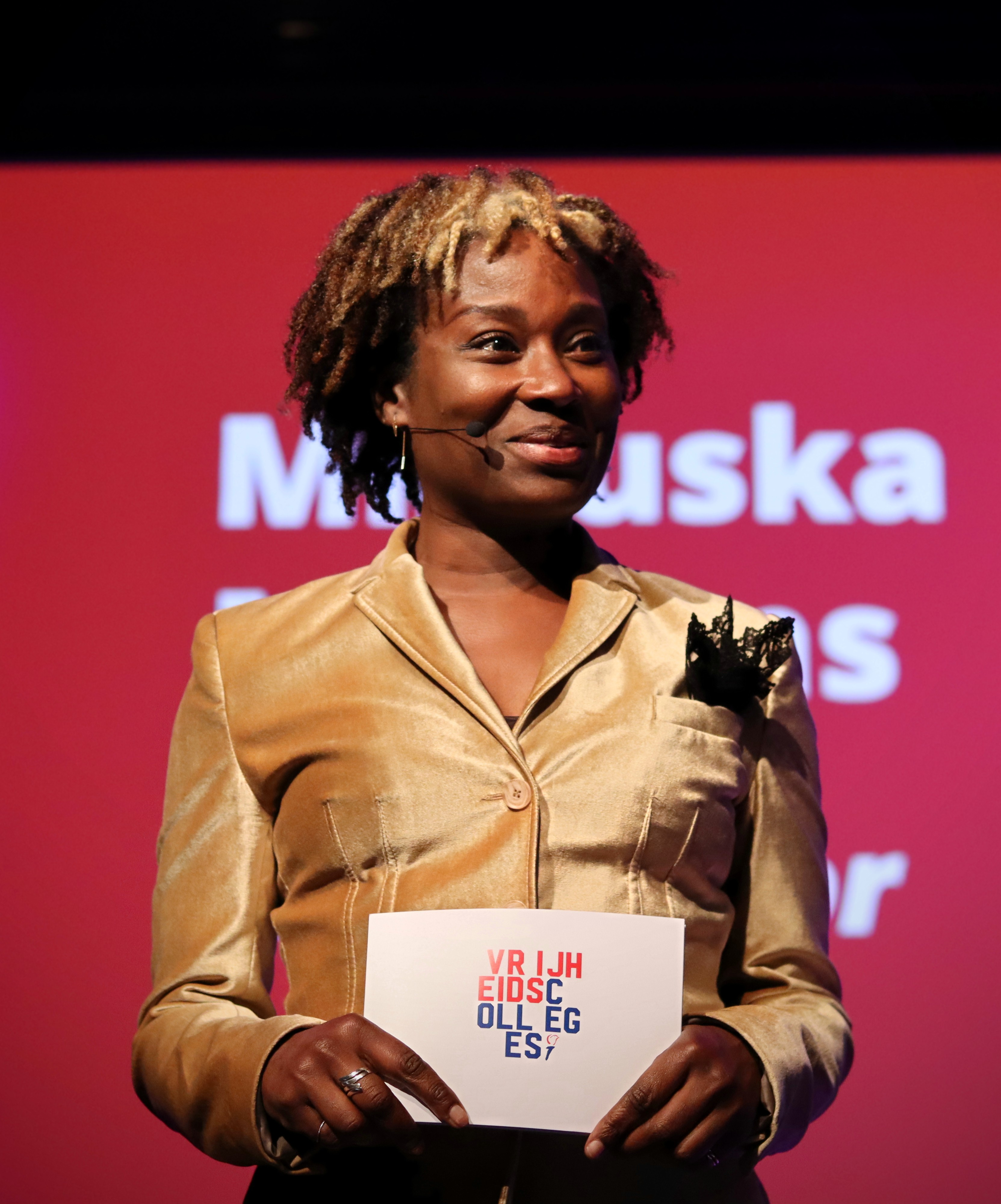
Presentatrice Milouska Meulens (1973)

- Sharnol Adriana (1970), honkballer
- Daisy Dee (1970), zangeres, actrice en tv-presentatrice
- Johnny Balentina (1971), honkballer
- Harvey Gumbs (1973), honkballer
- Bas de Jong (1973), waterpoloër
- Marlon Kicken (1973), Nederlands cabaretier
- Ramsey Koeyers (1973), honkballer
- Milouska Meulens (1973), Nederlands presentatrice
- Ralph Milliard (1973), honkballer en honkbalcoach
- Gerrit Schotte (1974), politicus; premier 2010-2012
- Randall Simon (1975), honkballer
- Andruw Jones (1977), honkballer
- Chaunice Maduro (1977), softballer
- Jasmine Sendar (1977), actrice
- Bert Zimmerman (1977), voetballer
- Jaike Belfor (1978), actrice
- Yurendell de Caster (1979), honkballer
- Jermaine Esprit (1979), honkballer en oud-atleet
- Brutil Hosé (1979), oud-voetballer

### 1980-1989
- Angelo Cijntje (1980), voetballer
- Diego Markwell (1980), honkballer

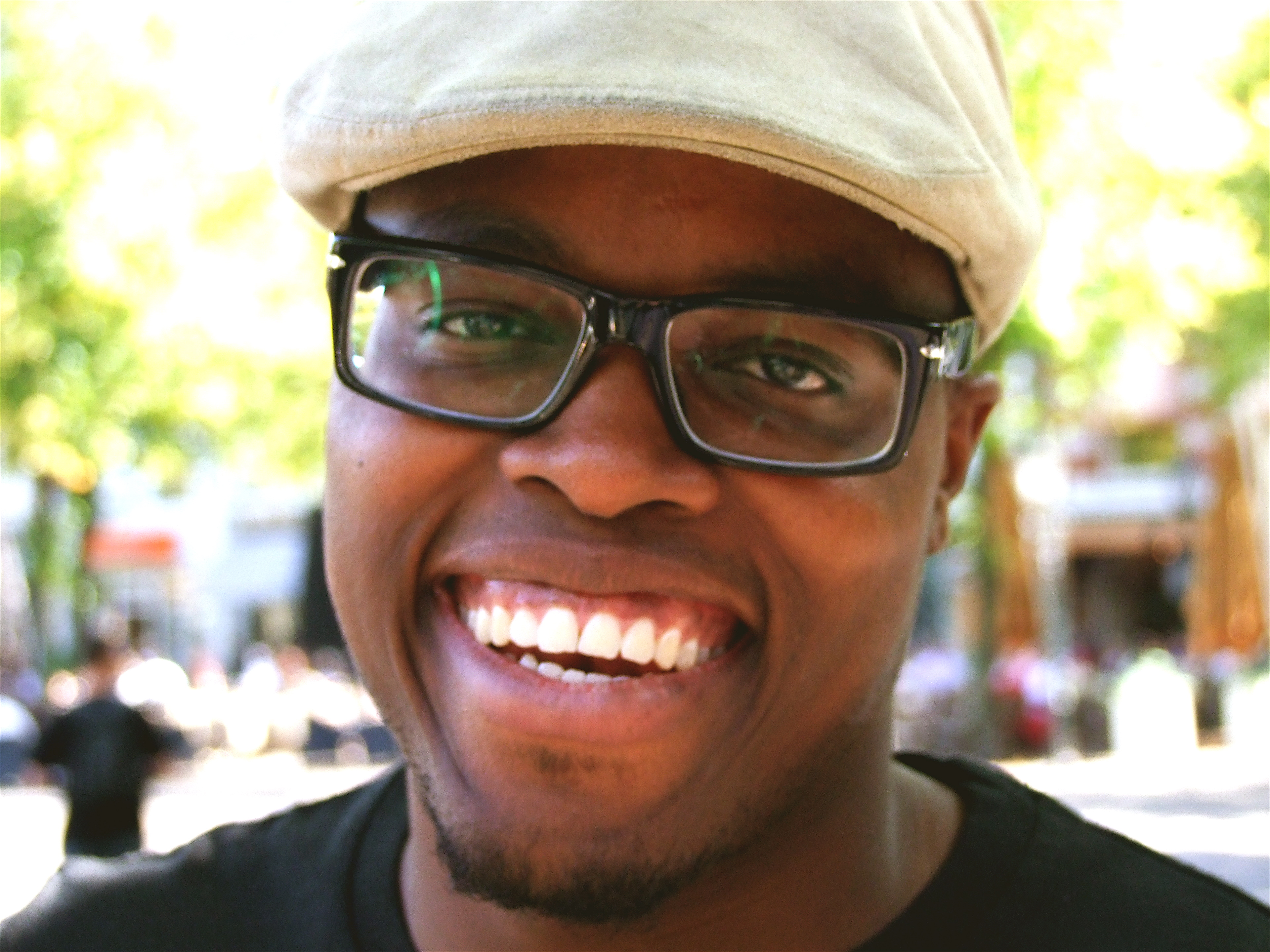
Cabaretier Jandino Asporaat (1981)

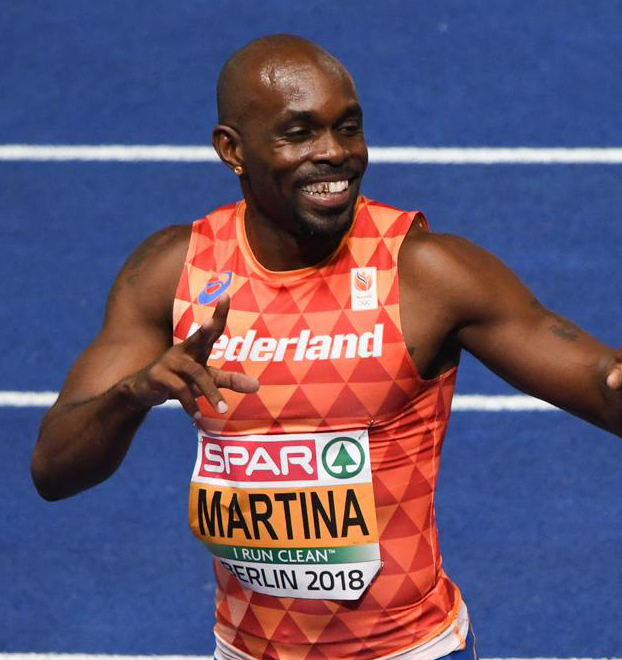
Sprinter Churandy Martina (1984)

- Jandino Asporaat (1981), cabaretier
- Benjamin Martha (1981), voetballer
- Harvey Monte (1981), honkballer
- Djuric Ascencion (1982), voetballer.
- Shelton Martis (1982), voetballer
- Rocky Siberie (1982), voetballer
- Sendley Sidney Bito (1983), voetballer
- Danny Makkelie (1983), voetbalscheidsrechter
- Nanne Sluis (1983), roeier
- Civard Sprockel (1983), voetballer
- Wladimir Balentien (1984), honkballer
- Roger Bernadina (1984), honkballer
- Jurrick Juliana (1984), voetballer
- Churandy Martina (1984), atleet
- Eldridge Rojer (1984), voetballer
- Angelo Zimmerman (1984), voetballer
- Christy Bonevacia (1985), oud-voetballer
- Timothy Cathalina (1985), voetballer
- Brian Mariano (1985), atleet
- Adrian Anthony (1986), honkballer
- Kemy Agustien (1986), voetballer
- Shutlan Axwijk (1986), voetballer
- Javier Martina (1987), voetballer
- Shairon Martis (1987), honkballer
- Jarzinho Pieter (1987-2019), voetbaldoelman
- Vurnon Anita (1989), voetballer
- Charlison Benschop (1989), voetballer
- Hubertson Pauletta (1989), voetballer
- Juan Carlos Sulbaran (1989), honkballer

### 1990-1999
- Terrence Agard (1990), atleet
- Jurswailly Luciano (1991), handbalster
- Chris Garia (1992), honkballer en atleet
- Hensley Paulina (1993), atleet
- Jetro Willems (1994), voetballer
- Kristy Zimmerman (1994), handbalster
- Jafar Arias (1995), voetballer
- Mischa Boelens (1995), voetballer
- Junior Albertus (1996), voetballer
- Dimitri Juliet (1996), atleet
- Shaquile Woudstra (1997), voetballer
- Tahith Chong (1999), voetballer